# Ruan de Vries
Ruan de Vries (* 1. Februar 1986) ist ein südafrikanischer Hürdenläufer, der sich auf die 110-Meter-Distanz spezialisiert hat.
2006 schied er bei den Commonwealth Games in Melbourne im Vorlauf aus und gewann Bronze bei den Leichtathletik-Afrikameisterschaften in Bambous. 2010 folgte eine weitere Bronzemedaille bei den Afrikameisterschaften in Nairobi.
2014 wurde er Vierter bei den Afrikameisterschaften in Marrakesch und Achter beim Leichtathletik-Continentalcup in Marrakesch.
Seine persönliche Bestzeit von 13,59 s stellte er am 20. April 2013 in Potchefstroom auf.